# Verwaltungsgemeinschaft Altenburger Land
La Verwaltungsgemeinschaft Altenburger Land era una comunità amministrativa nel Land tedesco della Turingia.

## Storia
L'ente venne disciolto il 1º gennaio 2019.
Dei comuni che ne facevano parte, Altkirchen, Drogen e Lumpzig vennero soppressi e aggregati alla città di Schmölln; Göhren, Göllnitz, Mehna e Starkenberg entrarono a far parte della Verwaltungsgemeinschaft Rositz; Dobitschen passò ad essere amministrato dalla città di Schmölln, la quale assunse il ruolo di «erfüllende Gemeinde».

## Suddivisione
Al momento dello scioglimento, l'ente comprendeva 9 comuni:
1. Altkirchen
2. Dobitschen
3. Drogen
4. Göhren
5. Göllnitz
6. Großröda
7. Lumpzig
8. Mehna
9. Starkenberg